# Iglesia de San Canciano
La iglesia de San Canciano o San Canziano (en veneciano, San Cansian) es una iglesia de Venecia, situado en el barrio de Cannaregio y con vistas a la pequeña plaza del mismo nombre.
Está dedicado a los mártires y hermanos de Aquileia Cancio, Canciano y Cancianila, ya su tutor Proto asesinado en 304 cerca del actual San Canzian d'Isonzo. La iglesia también está vinculada al culto de San Massimo di Cittanova del que conserva restos.

## Historia
Cuenta la leyenda que la iglesia es obra de los primeros refugiados de Aquileia que huyeron aquí debido a las invasiones bárbaras. La tradición no documentada sitúa la fundación en 864, seguramente fue destruida por un incendio en 1105, e inmediatamente reconstruida para ser completamente renovada en 1330. Fue consagrada el 20 de mayo de 1351 por el obispo de Jesolo Marco Bianco.
De 1200 a 1451 estuvo sujeta a la jurisdicción del Patriarca de Grado.
Se ordenó otra renovación en el siglo XVI, creando la estructura interna actual. A principios del siglo XVIII, la fachada se completó según un diseño de Antonio Gaspari gracias al legado de 2000 ducados del feligrés Michele Tommasi, a quien está dedicado el busto sobre la puerta de entrada. Después de mediados del mismo siglo Giorgio Massari, terminó la reestructuración del interior modificando radicalmente el sistema de iluminación natural con la elevación de la nave y el tiburium sobre la capilla mayor para poder abrir numerosas ventanas.
La iglesia está situada entre la parroquia de Santi Apostoli y la de Santi Giovanni e Paolo y fue un importante punto de llegada de las góndolas que venían de Murano . Posteriormente, debido a diversas obras de remodelación vial, entre ellas el nacimiento de la Strada Nova, se vio desterrado a una zona con poco tráfico.

## Descripción
El interior sigue la planta basilical de tres naves salpicadas por seis ligeras columnas corintias. El presbiterio está flanqueado por dos capillas menores y otros cuatro altares se distribuyen a lo largo de los muros laterales.
Sobre la estructura básica de la reconstrucción del siglo XVI, de aspecto toscano y aún intacta, se alzan las intervenciones dieciochescas (1760-1763) de Massari, respetuosas con la estructura preexistente y encaminadas sobre todo a regenerar el medio natural. iluminación de la iglesia. Este último levantó la nave central, tanto como lo permitía la fachada de Gaspari, y la cubrió con una bóveda rebajada dividida en bóvedas de crucería para albergar ocho ventanas laterales en correspondencia con los arcos existentes. Además, Massari levantó una linterna con ventanas sobre la capilla mayor y abrió el óculo, ligeramente ovalado, sobre el arco triunfal. Rellenando el óculo de la fachada, obtuvo una orientación de la luz procedente principalmente del presbiterio y de la parte superior. Los dos púlpitos, a ambos lados del presbiterio, fueron obra posterior del alumno y ayudante de Massari, Bernardino Maccarucci. A la misma fastigiatura le debemos la estructura del siglo XVII del altar mayor.